# Collioure (Matisse)
Pour les articles homonymes, voir Collioure.
Collioure est un tableau réalisé par le peintre français Henri Matisse en 1905. Cette huile sur carton de petit format est un paysage urbain exécuté à coup de touches rapides dans un style fauve. Elle représente le port de Collioure, dans les Pyrénées-Orientales, avec au centre de la composition une église rendue en vert, la surface de l'eau apparaissant quant à elle en rose. L'œuvre est conservée au musée Artizon, à Tokyo, au Japon.